# 芬恩·基德兰德

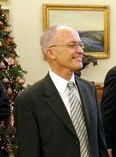
芬恩·基德兰德

芬恩·基德兰德（挪威語：Finn E. Kydland，1943年12月1日—），出生于挪威斯塔万格附近，挪威著名经济学家，目前他是聖塔芭芭拉加利福尼亞大學经济教授，此前他在卡内基梅隆大学的泰珀商学院任教。2004年基德兰德与爱德华·普雷斯科特一同获得诺贝尔经济学奖，获奖成就：推动了动态宏观经济学在经济政策的时间连贯性和商业周期的驱动力量方面的研究。

## 生平和教育
基德兰德是六个兄弟姐妹中的长子，他在挪威西南部罗加兰的一个农场上长大。他自己回忆说他的家庭教育很自由，他的父母对孩子没有很多限制。青年时期基德兰德在朋友的水貂场帮忙做会计后开始对数学和经济学感兴趣。
1968年基德兰德在挪威商业学院获得经济学硕士学位，1973年从匹兹堡的卡内基梅隆大学获博士，他的博士论文的标题为《分散的宏观经济计划》。获得博士后他回到挪威商业学院任副教授。1978年他转到卡内基梅隆大学任副教授，从此他居住在美国。
在工作之余他非常喜欢布鲁斯音乐，此外他从事健身，他曾经四次参加马拉松，喜欢踢足球和看足球。他最喜欢的足球队是博卡青年队俱乐部。此外他还经常骑他的DUCATI摩托车。

## 学术
基德兰德的专家领域是经济学，尤其是政治经济学。他教课和研究的重点是商业周期、货币和财政政策以及劳工经济学。从1977年至2004年7月1日他在卡内基梅隆大学任教授，此后他转到聖塔芭芭拉加利福尼亞大學，同时他是挪威商业学院的客座教授。作为研究助理他为達拉斯、明尼阿波利斯和克里夫蘭的美国联邦储备系统提供顾问。